# Sean Banan
Sean Banan, pseudonimo di Sina Samadi (in persiano سینا صمدی‎; Iran, 7 aprile 1985), è un cantante, rapper e comico iraniano naturalizzato svedese.

## Biografia
Sean den förste Banan (2012), primo album in studio, ha esordito al 3º posto della Sverigetopplistan ed è stato certificato platino dalla IFPI Sverige; il disco contiene la hit omonima, certificata quadruplo platino (240 000 unità) e classificatasi al 3º posto, e Skaka Rumpa, anch'essa quadruplo platino (240 000). Con la prima ha preso parte al Melodifestivalen, nel tentativo di rappresentare la Svezia all'Eurovision Song Contest.
Copacabanana (2013), secondo progetto in studio, ha ricevuto la certificazione d'oro e si è fermato al 2º posto della classifica nazionale; col bran omonimo, triplo disco di platino (240 000), l'artista ha nuovamente partecipato al Melodifestivalen. L'anno successivo viene reso disponibile per il consumo il terzo LP, dal titolo En svensk klassiker.

## Discografia

### Album in studio
- 2012 – Sean den förste Banan
- 2013 – Copacabanana
- 2014 – En svensk klassiker

### Singoli
- 2010 – Skaka Rumpa
- 2010 – Puss Puss
- 2010 – Gott nytt Jul
- 2011 – Händer i luft
- 2024 – Diggiloo Diggiley
- 2016 – Gamerz
- 2018 – Bananaman
- 2021 – Din king
- 2021 – Svensson Style